# Massimo Morganti
Massimo Morganti (Fossombrone, 2 settembre 1972) è un trombonista, compositore e direttore d'orchestra italiano conosciuto per il suo stile che fonde jazz e classica.

## Biografia

### Infanzia e formazione
Massimo Morganti nasce a Fossombrone il 2 settembre 1972. Da giovanissimo si trasferisce nelle Marche e studia presso l'Istituto “Corinaldesi” di Senigallia diplomandosi nel 1990 in Tecnica Commerciale, per poi iscriversi al Conservatorio Gioachino Rossini di Pesaro dove si diploma di Trombone nel 1995. Nel 1997 frequenta i seminari estivi del Berklee College of Music nell’ambito di “Umbria Jazz” vincendo una borsa di studio che lo porterà al Berklee College of Music di Boston dove studia con Phil Wilson, Jeff Galindo e Tony Lada. Tra il 1999 ed il 2002 si perfeziona in tecnica degli ottoni con il M° Giancarlo Parodi, ma in questo periodo studia anche improvvisazione con Roberto Ciammarughi.

### 2001-2009: La Colours Jazz Orchestra
Nel 2002 Massimo Morganti suonò nell'album Voyage (Wide Sound) di Samuele Garofoli, che vedeva alla voce Tiziana Ghiglioni. Negli anni successivi collaborò poi alle produzioni del DJ Micky More e della jazzista Anna Luna.
Nel 2001 aveva intanto formato la big band Colours Jazz Orchestra per proporre sonorità del nuovo jazz nazionale ed internazionale. L'orchestra avrà negli anni successivi una forte risonanza partecipando ai più popolari festival di jazz italiani ed internazionali e collaborando con autori del nuovo jazz internazionale come Maria Schneider, Scott Robinson, Kenny Wheeler, Ayn Inserto, Scott Robinson, Martin Wind, Joe LaBarbera e Bill Cunliffe e della musica pop come Roberto Livraghi.
Nel 2007 aveva intanto perfezionato ulteriormente il suo percorso di studi diplomandosi in "Strumentazione per Banda" presso il Conservatorio Gioachino Rossini di Pesaro.

### 2010-in poi: Machine Head Quintet ed altri ensemble
Nel 2011 si diploma ancora in "Composizione" al Conservatorio Rossini. Negli anni successivi Massimo Morganti partecipò a diversi ensemble di musica jazz, tra cui Marco Postacchini Octet con cui realizzò gli album Lazy Saturday (2010, Notami Jazz), Do You Agree? (2013, Notami Jazz) e Old Stuff, New Box (2018, Notami Jazz), Massimorganti Quartet con cui realizzò l'album Musiplano (2012, Neuklang), Antonangelo Giudice-Stefano Coppari Quartet con cui realizzò l'album Escape (2012, Rai Trade), Ensemble Ida Y Vuelta con cui realizzò l'album El Mar de Los Deseos (2016, EGEA), Ludovico Carmenati Octet con cui realizzò In the Afternoon (2016, Abeat Records) e Filippo Macchiarelli Quintet con cui realizzò Il vento è fuori  (2021, Rara Records).
Nel 2011 fonda assieme ad Andrea Morandi, Marco Postacchini e Roberto Gazzani i Machine Head 4tet, che dopo il loro album di debutto Fuori dal chorus (2012, Groove Master Edition) divennero un quintetto con l'inserimento di Nico Tangherlini alle tastiere ed elettronica, realizzando così l'album Runaway nel 2020.

### Altre attività
In ambito concertistico Massimo Morganti ha suonato con importanti musicisti del panorama Jazz Italiano e internazionale come Bob Brookmeyer, Bob Mintzer, Mike Stern, Martin Wind, Greg Hopkins, Paul Mc Candless, Cyro Baptista, Kurt Elling, Ryan Truesdell, Fabio Zeppetella, Ramberto Ciammarughi, Massimo Manzi, Paolo Damiani, Marco Tamburini, Fabrizio Bosso, Javier Girotto, Gianluca Petrella, Gianluigi Trovesi, Cristina Zavalloni, Gabriele Mirabassi, Aldo Romano, Toninho Horta, Ronnie Cuber, Leszek Kulakowski, Jack Walrath, Lewis Nash, Jay Anderson, Gil Goldstein, Steve Wilson, Ethan Iverson, Paolo Fresu, Enrico Rava, Bill Frisell, John Scofield
Massimo Morganti insegna al  Conservatorio Francesco Venezze di Rovigo ed ha realizzato pubblicazioni didattiche per la Volonté & Co., e tra queste Speak! sull’articolazione jazz del trombone, IMPRO(VE)! relativo alle tecniche di improvvisazione e di prossima uscita ARRANGIATE(VI)!, un manuale di arrangiamento per piccole formazioni e per big band.

## Discografia parziale

### Solista
- 2015 - The Cause of the Sequence con Barend Middelhoff e Nico Menci
- 2021 - ArrangiaMenti

### Con Jano
- 2008 - The Life of Riley
- 2017 - The Place Between Things

### Con Colours Jazz Orchestra
- 2009 - Nineteen Plus One con Kenny Wheeler
- 2010 - "Quando m'innamoro"... In jazz
- 2014 - Home Away from Home con Ayn Inserto
- 2021 - Momenti con Scott Robinson, Martin Wind, Joe LaBarbera e Bill Cunliffe

### Con Machine Head Quintet
- 2012 - Fuori dal chorus
- 2020 - Runaway

### Con Marco Postacchini Octet
- 2010 - Lazy Saturday
- 2013 - Do You Agree?
- 2018 - Old Stuff, New Box

### Con Umbria Jazz Orchestra
- 2021 - Bud Powell in the 21st Century

### Con Marco Postacchini Big Band
- 2022 - One Finger Snap

### Con Perugia Big Band
- 2023 - Playing The Italian Songbook

## Pubblicazioni
- 2018 - Trombone jazz. Speak! Un approccio all'articolazione
- 2019 - Improvvisazione-Improve! Un percorso ragionato per la pratica dell'improvvisazione a tutti i livelli
- 2019 - Arrangiate(vi)! Un manuale che vi guiderà alla scoperta del favoloso mondo dell'arrangiamento